# Ледник Карпинского
Ледник Карпи́нского — ледник в России на острове Октябрьской Революции, который входит в архипелаг Северная Земля. Высота ледника 963 метра. Площадь — около 2800 км². Ледник находится в Красноярском крае, в акватории моря Лаптевых.
Является самой высокой точкой на Северной Земле, а также крупнейшим из 7 ледников на острове. Южнее находится ледник Университетский с вершиной в 806 м. Восточная часть ледника находится в нескольких километрах от пролива Шокальского, который отделяет Остров Октябрьской Революции от острова Большевик.
На севере ледник граничит с ледником Русанова, и между ними находится гора Базарная высотой 590 м. На севере ледник выходит на фьорд Матусевича, на юге на фьорд Марата. Ледник назван в честь русского геолога Александра Карпинского.